# TOPSIS
TOPSIS (Technique for Order Preference by Similarity to Ideal Solution) ist eine Technik zur Lösung von Entscheidungsproblemen und zur Effizienz-Analyse aus dem Bereich der Unternehmensforschung (Operations Research). Ziel dieser Technik ist es die relative Vorteilhaftigkeit von Alternativen zu bestimmen. Eine Situation, in der TOPSIS z. B. angewendet werden kann, ist der Kauf eines Autos.

## Allgemeine Beschreibung von TOPSIS
TOPSIS wurde von C.-L. Hwang und K. Yoon entwickelt. Die Vorteilhaftigkeit einer Alternative wird bewertet, indem jeweils der Abstand zur besten Alternative und der Abstand zur schlechtesten Alternative bestimmt wird. Mit diesen Abständen wird für jede Alternative ein Wert berechnet, der Auskunft über die Vorteilhaftigkeit dieser Alternative gibt.

## Alternative Techniken zur Lösung von Entscheidungsproblemen
- Nutzwertanalyse
- Analytic Hierarchy Process (AHP)
- Analytic Network Process (ANP)

## Alternative Techniken zur Effizienz-Analyse
- Data Envelopment Analysis (Dateneinhüllanalyse, DEA)
- Operational Competitiveness Rating (OCRA)